# Juárez (Chiapas)
Pour les articles homonymes, voir Juárez.
Juárez est une municipalité du Chiapas, au Mexique. Elle couvre une superficie de 161,5 km2 et compte 21 222 habitants en 2015.